# Читлук (имање)
Читлук (чифлук, чифлик; тур. Çiftlik, грч. τσιφλίκι, мкд. чифлиг) је термин коришћен у Османском царству за велика земљишна имања манастира, земљишне површине у граду, или село које је осим спахије имало још једног господара. Господар од читлука звао се турском речи читлук сахибија, људи који су боравили на његовом читлуку звали су се његове чифчије (у Босни су се звали кметови), а он њихов ага или господар.

## Историјат
Време појаве читлука везано је за почетак стагнације, а посебно опадања Османског царства од краја 16. века. Опадање је праћено слабљењем средишње власти султана у Цариграду, што је довело до пропасти тимарског система. Носиоци појаве читлучења били су јањичари. У 19. веку читлук је потпуно потиснуо раније облике управе на земљом у целом Османском царству.

## Власништво над земљом
Које село није имало читлук сабахију већ само спахију, земља је била власништво сељака од које су давали спахији десетак на оно што на њој роди. Земљиште које је имало читлук сабахију, «он је говорио да је земља његова» али се опет знала баштина сваког сељака и он по закону није могао узети ништа од ње, осим ако би изумрла цела породица.

## Власништво над објектима
Куће и сви остали објекти били су власништво сељака које су они по својој вољи могле градити, премештати или дограђивати. Уколико би се из села преселили, могли су продати и земљу и целокупне припадајуће објекте са свим теретом обавеза као што су они држали.

## Обавезе давања доприноса и пореза
Читлук сабахија је на име доприноса узимао девети део од жита,поврћа и сена (у Тршићу) На име пореза сељаци су му давали по кући домаћин- пореска глава) пет ока пасуља, по члану фамилије једну оку , и по кући једну »јуњгу« масла.

## Обавеза беглучења на читлуку
Сељаци су имали обавезу беглучења ,лети у пољу у почетку највише у недељу, а кад је зулум већ настао и у друге дане, не само лети већ и зими, кад би му нешто затребало, на пример, сјекли и носили дрва. Док се беглучило само у недељу, читлук сабахија је хранио сељаке, и то врло добро и омладина је на беглук ишла врло радо, а после су му беглучили са храном коју су доносили од куће и престали су да беглуче.

## Реформа читлука 1805. године
Српска револуција и процес ослобађања Срба од османске доминације изменила у многим аспектима друштвено-економске односе на Балкану. Главну снагу револуције чинило је сељаштво. Српска народна скупштина 1805. године формулише став да ће да плати султану договорену пореску суму по читлуку, да ће на челу читлука стајати кнезови и да не признаје никакве обавезе према Читлук сахибији и спахији. Слободан сељак и његова земља, независна приватна својина и пољопривредна производња, по принципу да је сваки човек који може да обрађује земљу уједно и њен земљопоседник (земље која нема раније власнике),је један од највећих резултата српске националне револуције на друштвено-економском пољу.